# دیگاب‌دره
دیگاب‌دره (به لاتین: Digovdərə) یک منطقه مسکونی در جمهوری آذربایجان است که در شهرستان لریک واقع شده است. دیگاب‌دره ۷۸ نفر جمعیت دارد.